# José Romão
Pour les articles homonymes, voir Romao.
José Pratas Romão (né le 13 avril 1954) est un entraîneur de football portugais.

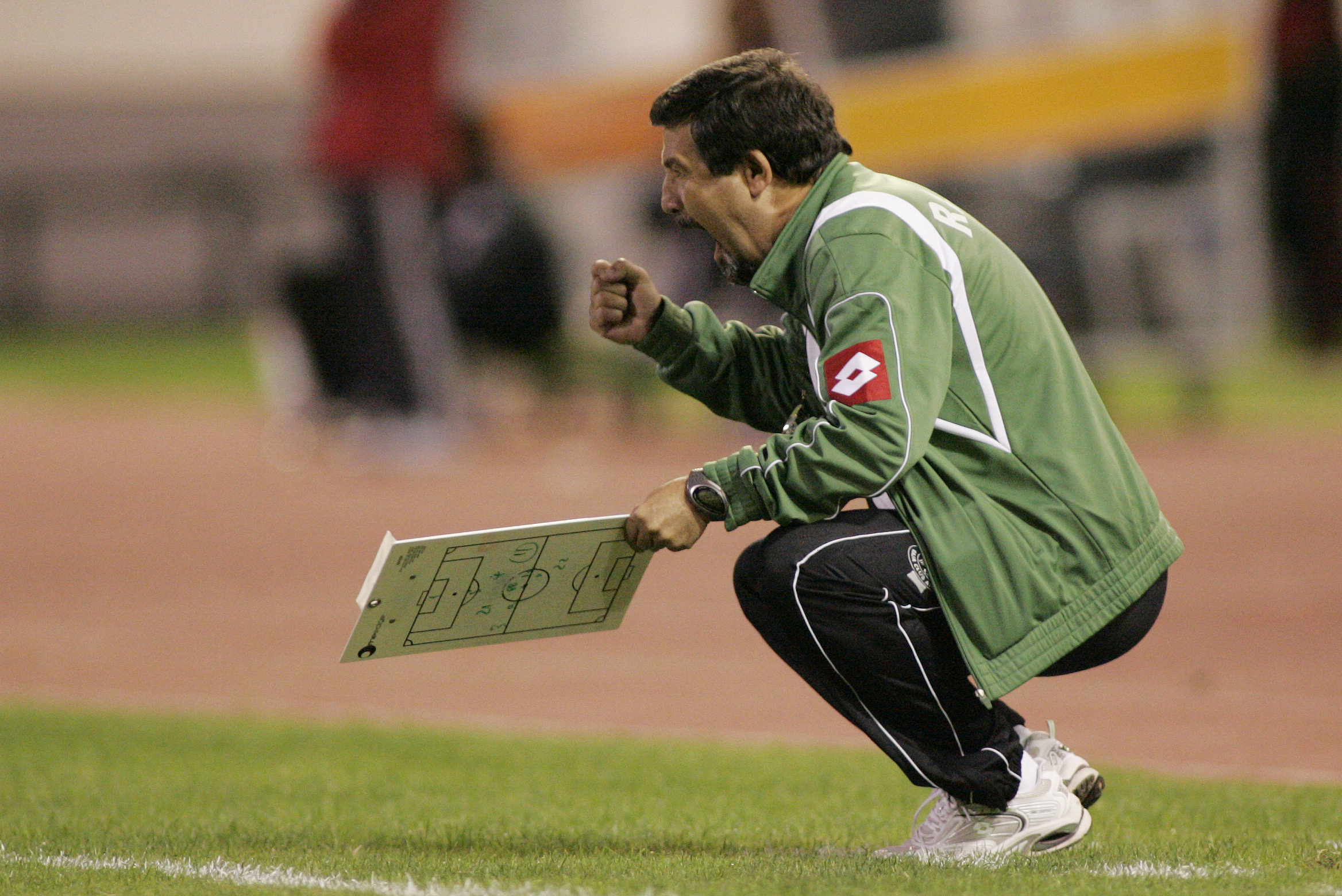
José en 2008 avec l'équipe du Raja de Casablanca.

## Carrière
Il commence sa carrière sur le banc de touche de Vizela lors de la saison 1984/1985 puis dirige par la suite neuf clubs portugais. En 2000, il s'engage auprès de la Fédération Portugaise et fait partie de l'équipe technique qui emmène la sélection nationale à la Coupe du monde de la FIFA, Corée/Japon 2002, qualifiant le Portugal pour sa troisième phase finale après Angleterre 1966 et Mexique 1986. 
De 2002 à 2004, il dirige l'équipe nationale B du Portugal,ainsi que l'équipe nationale olympique avec laquelle il est qualifié pour les jeux d'Athènes 2004 et de l'équipe nationale des moins de 21 ans, avec laquelle il obtient la 3e place de la coupe d'Europe en Allemagne.
En 2005, il entraîne le  club marocain Wydad de Casablanca (WAC) avec lequel il a été sacré Championnat du Maroc de football 2005-2006 et est élu meilleur entraîneur de l'année.
En 2007, il entraîne le club Al Arabi Doha du Qatar.
Entre 2008 et 2010, il entraîne le rival du Wydad, le Raja de Casablanca (RCA) avec lequel il remporte le Championnat du Maroc de football 2008-2009.
Pour la première fois de l'histoire récente du football marocain, le même entraineur remporte le titre avec les deux grands clubs de la ville de Casablanca.
Mai 2010, José Romao quitte le Raja de Casablanca avant de revenir en septembre 2014 pour repartir encore une fois en mai 2015 à la suite de résultats catastrophiques enregistrés avec les verts.
A l'été 2015, José Romao est nommé entraîneur des FAR de Rabat.